# Praia Grande
Praia Grande (o Playa Grande, en español) es una ciudad y municipio brasileño del estado de São Paulo. Su población estimada en 2016 es de 319 146 habitantes, según el Instituto Brasileño de Geografía y Estadística (IBGE). Perteneciente a la región metropolitana de la Baixada Santista, es la tercera ciudad más grande del litoral paulista, después de São Vicente y Santos.
La ciudad tiene una de las playas más concurridas de Brasil, sido elegida por el Ministerio de Turismo como la cuarta ciudad que más recibe turistas en Brasil durante la temporada de verano, después de São Paulo, Río de Janeiro y Florianópolis. En la temporada alta, recibe cerca de 1,86 millones de turistas; cinco veces más que su población fija, que también se está expandiendo rápidamente: con un crecimiento de 56.000 habitantes entre 2000 y 2009, Playa Grande recibió el título de «la ciudad que más crece en Brasil».

## Clima
| Parámetros climáticos promedio de Praia Grande | Parámetros climáticos promedio de Praia Grande | Parámetros climáticos promedio de Praia Grande | Parámetros climáticos promedio de Praia Grande | Parámetros climáticos promedio de Praia Grande | Parámetros climáticos promedio de Praia Grande | Parámetros climáticos promedio de Praia Grande | Parámetros climáticos promedio de Praia Grande | Parámetros climáticos promedio de Praia Grande | Parámetros climáticos promedio de Praia Grande | Parámetros climáticos promedio de Praia Grande | Parámetros climáticos promedio de Praia Grande | Parámetros climáticos promedio de Praia Grande | Parámetros climáticos promedio de Praia Grande |
| Mes                                            | Ene.                                           | Feb.                                           | Mar.                                           | Abr.                                           | May.                                           | Jun.                                           | Jul.                                           | Ago.                                           | Sep.                                           | Oct.                                           | Nov.                                           | Dic.                                           | Anual                                          |
| ---------------------------------------------- | ---------------------------------------------- | ---------------------------------------------- | ---------------------------------------------- | ---------------------------------------------- | ---------------------------------------------- | ---------------------------------------------- | ---------------------------------------------- | ---------------------------------------------- | ---------------------------------------------- | ---------------------------------------------- | ---------------------------------------------- | ---------------------------------------------- | ---------------------------------------------- |
| Temp. máx. media (°C)                          | 28.2                                           | 28.8                                           | 28.2                                           | 26.3                                           | 24.7                                           | 23.2                                           | 22.6                                           | 22.6                                           | 23.6                                           | 24.9                                           | 26.1                                           | 27.1                                           | 25.5                                           |
| Temp. media (°C)                               | 25.1                                           | 25.3                                           | 24.5                                           | 22.4                                           | 20.5                                           | 19.1                                           | 18.7                                           | 19.4                                           | 20.3                                           | 21.7                                           | 22.8                                           | 23.6                                           | 22                                             |
| Temp. mín. media (°C)                          | 22.1                                           | 21.9                                           | 20.8                                           | 18.6                                           | 16.3                                           | 15                                             | 14.9                                           | 16.3                                           | 17.1                                           | 18.5                                           | 19.6                                           | 20.2                                           | 18.4                                           |
| Precipitación total (mm)                       | 337                                            | 318                                            | 322                                            | 237                                            | 162                                            | 109                                            | 105                                            | 98                                             | 152                                            | 235                                            | 224                                            | 292                                            | 2591                                           |
| Fuente: Climate-Data.org                       |                                                |                                                |                                                |                                                |                                                |                                                |                                                |                                                |                                                |                                                |                                                |                                                |                                                |

## Economía
Las actividades industriales, comenzaron a ser exploradas en la década de 2010 con la implantación del Complejo Empresarial Andaraguá. El complejo es un condominio industrial construido en las márgenes de la carretera Padre Manoel da Nóbrega que contará con 212 fábricas, línea férrea y pista para aviones de carga. Las obras de instalación comenzaron en noviembre de 2017, con previsión de dos años para inicio de las operaciones y diez para conclusión total. El Complejo Andaraguá complementará las actividades del Polo Industrial de Cubatão y del Puerto de Santos, generando más de 15.000 puestos de trabajo y recibiendo industrias orientadas al área de tecnología, químicas y bioquímicas, farmacéuticas y de automóviles.

## Deportes
En 2012, la ciudad fue elegida por el Comité Organizador de los Juegos Olímpicos y Paralímpicos de Río 2016 para recibir delegaciones internacionales en la fase de entrenamientos que antecedió a los eventos.